# 遠田志帆
遠田志帆（日语：／ Enta Siho，1979年12月8日—），是一名日本女插畫家，血型A型，出生于秋田县。

## 生平
远田志帆毕业秋田大学教育文化部，参加教学三年后结婚，以此为契机移居埼玉县，开始当插画家。她多绘制书籍的装帧。从2012年12月开始，她负责冲方丁的小说《花和梦》（日语：「はなとゆめ」）的报纸连载的插画。现居埼玉县，育有一名儿子。她自称受到了蘆田豐雄和冨樫義博的很大影响。

## 主要作品

### 书籍装帧
- 綾辻行人
  - 《Another》（2009年10月 角川書店 / 2011年11月 角川文庫）
  - 《Another EpisodeS》（2013年7月 角川書店）
  - 《最后记忆》（2007年6月 角川文庫）
  - 《眼球綺譚》（2009年1月 角川文庫）
  - 《怪胎》（2011年4月 角川文庫）
  - 《殺人鬼 覚醒篇》（2011年8月 角川文庫）
  - 《殺人鬼 逆襲篇》（2012年2月 角川文庫）
  - 《霧越邸殺人事件＜完全改訂版＞》（2014年3月 角川文庫【上・下】）
  - 《Another 2001》（2020年9月）
- 三津田信三：《窺伺之眼》（2012年11月 角川書店 / 2015年3月 角川ホラー文庫）
- 柴田良樹：《牵牛花还没开 小夏和秋的绘画日记》（2010年9月 創元推理文庫）
- 村山早紀：《龙宫酒店》（2013年5月 德間文庫）
- 狗飼恭子（日语：狗飼恭子）：《在远处永远守候着你》（2012年4月 幻冬舍文庫）
- 今村昌弘：（2017年10月 東京創元社）
- 相泽沙呼：《medium 霊媒探偵城塚翡翠》（2019年9月 講談社）
- 白井智之：（2020年8月）

### 报纸连载插画
- 冲方丁：《花和梦》

### 出版画集
- 《遠田志帆画集》（2014年8月 新書館）